# Daniel Oyegoke
Daniel Oyegoke, né le 3 janvier 2003 à Londres, est un footballeur anglais qui évolue au poste d'arrière droit à l'Hellas Verona.

## Biographie

### Carrière en club

#### Formation dans le nord de Londres (jusqu'en 2021)
Ayant commencé sa carrière footballistique dans le nord de Londres — au Belmont FC puis dans le club de Barnet, qui évolue à l'orée de l'EFL —, Daniel Oyegoke intègre le centre de formation d'Arsenal à l'âge de 14 ans,,,,. Il était alors également sur les tablettes de West Ham,.
Élément prometteur des Gunners, pris notamment sous l'aile du jeune international Bukayo Saka, il évolue régulièrement avec les moins de 23 ans dès 2020,,, dont il porte même le brassard de capitaine. Mais à l'issue de la saison 2021-22, il décline néanmoins la proposition qui lui est faite de signer son premier contrat professionnel avec Arsenal,,.

#### Professionnalisme à Brentford (depuis 2021)
Pour faire ses premières pas dans le professionnalisme, Oyegoke rejoint ainsi le club voisin du Brentford FC au 1er juillet 2021, intégrant initialement l'équipe reserve du  club de Premier League,,,,.
S'illustrant dès la pré-saison avec le Brentford B, il devient rapidement un titulaire avec l'équipe qui évolue hors du système anglais classique,,. Lors de cette saison 2021-22, il remporte la London Senior Cup (en), tout en connaissant ses premières feuilles de match avec l'équipe première, qui vient de faire son retour dans l'élite anglaise.
Le 28 juin 2023, il est prêté à Bradford City.

### Carrière en sélection
International anglais dès les moins de 16 ans, Daniel Oyegoke est également sélectionnable en équipe du Nigeria.
En juin 2022 il est sélectionné en équipe d'Angleterre pour prendre part à l'Euro des moins de 19 ans en 2022.
Alternant avec Brooke Norton-Cuffy au poste d'arrière droit lors de la compétition qui a lieu en Slovaquie, Oyegoke est titulaire lors de la finale contre Israël, où les anglais remportent leur 11e titre continental junior,,.

## Style de jeu
Avant-centre buteur dans sa jeunesse, Daniel Oyegoke est reconverti au poste d'arrière droit par Per Mertesacker à son arrivée dans le centre de formation d'Arsenal,.
Arrière polyvalent, également capable de jouer comme piston ou milieu, Oyegoke est décrit comme un latéral morderne, porté vers l'avant et créatif, régulièrement à l'initiative dans le dernier tier, mais s'aguerrissant également dans son activité hors possession à Brentford.

## Palmarès
| Brentford B (en) - London Senior Cup (en) (1) - Vainqueur en 2022 |  | Angleterre -19 ans - Championnat d'Europe - Vainqueur en 2022 |